# Javeriana Estéreo
Javeriana Estéreo es una radio estación universitaria de la Pontificia Universidad Javeriana, establecida en 1977, y creada para llevar la presencia de la universidad más allá de las aulas

## Historia[1]
Cuando empezó a funcionar, el 7 de septiembre de 1977, la entonces llamada Emisora Javeriana se convirtió en la primera estación radial universitaria en la banda de FM en el país y también la primera de su género en Bogotá.
Su creación se debe al rector Alfonso Borrero, SJ y al trabajo de un grupo de colaboradores entusiastas integrado entre otros por el padre Alberto Múnera, SJ; el decano de Comunicación, Francisco Gil Tovar; y los profesores Jimmy García Camargo, de Radio, y Raúl Henao, de Ingeniería Electrónica, quien donó e instaló un transmisor de 100 vatios, el sistema de radiación y una consola.
La primera licencia expedida por el Ministerio de Comunicaciones para la construcción y el montaje de los equipos data del 2 de agosto de 1974. En junio de 1975 el ingeniero Henao inició las instalaciones de los primeros equipos con la colaboración de los ingenieros electrónicos javerianos Rodrigo Mejía y Gerardo Moncada. Algunos meses más tarde, con la expedición del decreto 2085 de septiembre de 1975 y su resolución reglamentaria 2186 de agosto de 1976, se modificó sustancialmente el proyecto de instalación de la emisora y se reiniciaron los estudios técnicos y económicos. La Singer Products entró a asesorar a la Universidad con el nuevo montaje y efectuó una significativa donación de equipos.

### Período inicial
Después del período de prueba, el Ministerio de Comunicaciones expidió la resolución N.º 0988 del 28 de marzo de 1978, por la cual concedió a la emisora la licencia de funcionamiento, prorrogable por cinco años, para transmitir en 91.9 MHz de la frecuencia modulada, con el distintivo de llamada HJKZ. 
Durante la administración del primer director, Luis Eduardo Nates, fue importante la colaboración de los comunicadores sociales javerianos Luis Fernando Velásquez, Clara Inés Giraldo y Patricia Suárez quien fue la primera locutora oficial.
Bajo la dirección del padre Gabriel Jaime Pérez, SJ, en cabeza de la emisora desde 1979, se instaló un transmisor Sintronic de 5 kW de potencia, se amplió el personal de producción, se construyeron y dotaron nuevas cabinas de grabación y se aumentó la programación a 24 horas. En ese período actuaron las comunicadoras sociales Patricia Suárez como jefe de programación, Myriam Rivera de Urbina como jefe de promoción y ventas y el ineniero electrónico José Ignacio Acevedo en el área técnica.

### Años ochenta y noventa
Por gestión de Jürgen Horlbeck, director desde 1983, la fundación católica alemana Adveniat proporcionó los recursos para comprar un transmisor Harris de 10 kW (que se instaló en el barrio El Paraíso), así como una consola de emisión y otras piezas de equipo que se instalaron en 1988. Aprovechando la mayor cobertura, la emisora rediseñó la programación, hasta entonces bastante cercana a lo educativo formal. En palabras de Horlbeck, “nos inventamos el concepto cross over en radio. Desde canto gregoriano hasta lo mejor del rock”.
En 1989, se adoptó el nombre Javeriana Estéreo 91.9 FM.
En abril de 1991 se creó la Fundación Cultural Javeriana Estéreo, entidad sin ánimo de lucro y con personería jurídica propia. Ese año asumió como director de programación Camilo Mendoza y se crearon programas especializados en rock contemporáneo, tango, flamenco, bolero, bandas sonoras, blues, sonidos contemporáneos y música electrónica, que poco a poco se fueron posicionando. También se amplió la franja de música colombiana, para darle mayor énfasis a las tendencias más recientes, y se concentró el jazz en una franja de cuatro horas diarias seguidas, cada hora dedicada a una época y estilo diferente. En la noche de los viernes y los sábados surgió Caribe y sol, uno de los espacios emblemáticos de la música salsa en la ciudad, que desde 2015 ha venido ocupando 20 horas semanales.
En 1992 la Fundación creó “91.9 FM, la revista que suena”, una publicación mensual que contenía la programación de la emisora y artículos de contextualización musical, que circuló hasta 1999.
El músico Guillermo Gaviria asumió la dirección en 1997, rediseñó la programación, buscó la articulación con el Plan de Cambio Comunicacional de la Universidad Javeriana y emprendió la búsqueda de sostenibilidad del proyecto radial.
En septiembre de 1999 se puso en funcionamiento la página web: www.javerianaestereo.com, con información sobre la programación y la posibilidad de interactuar con los oyentes a través del correo electrónico y la recepción vía streaming.

### SigloXXI

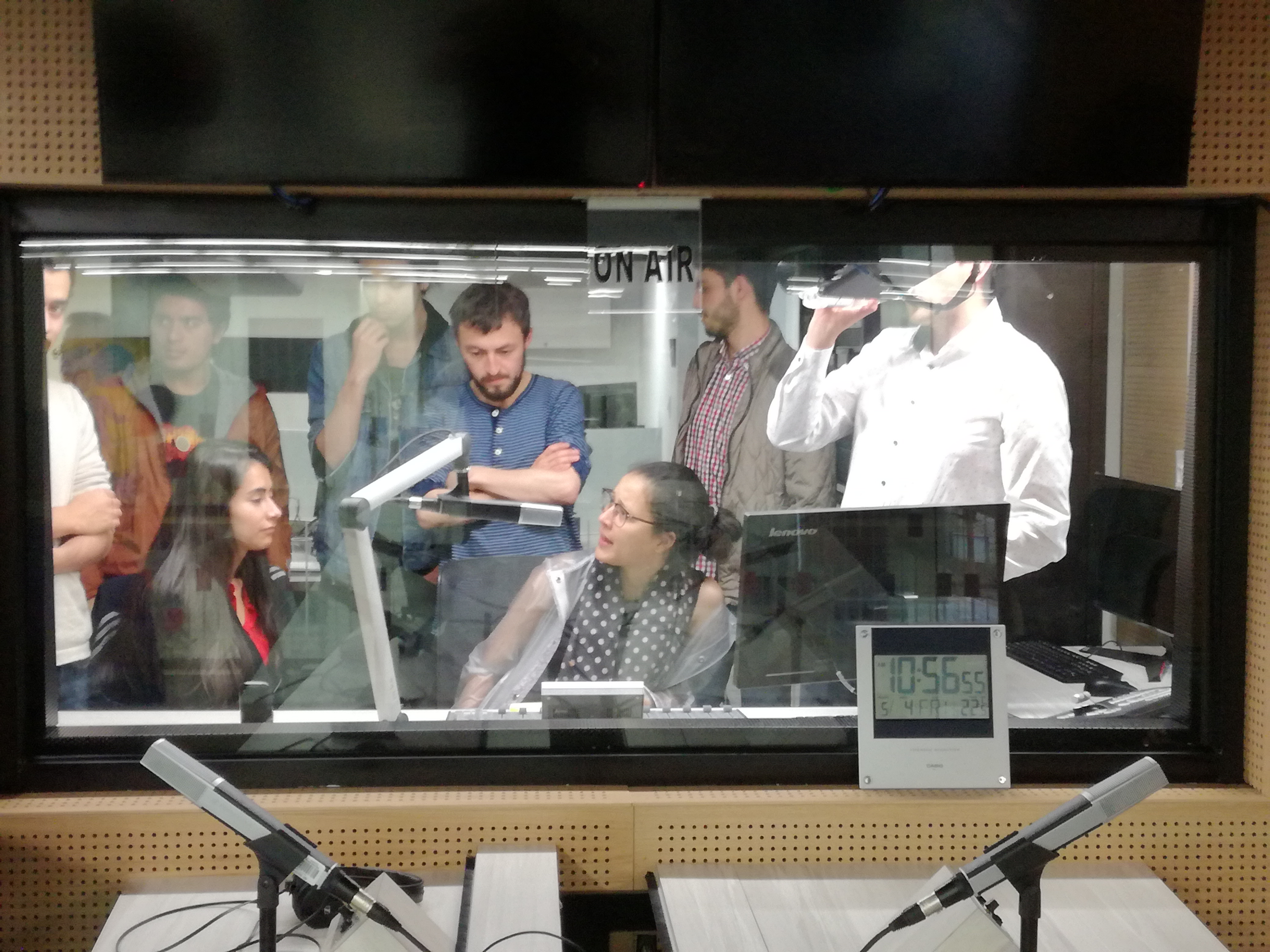
Equipo de producción, 4 de mayo de 2018

En septiembre de 2003, Javeriana Estéreo 91.9 FM fue una de las fundadoras de la Red de Radio Universitaria de Colombia,  RRUC, cuyo propósito es fomentar la identidad de la radio Universitaria como una categoría específica en el contexto radiofónico nacional, constituir nuevos espacios que refuercen su función social y establecer líneas de acción desde la perspectiva de la solidaridad y el apoyo mutuo.
A partir de 2005 se incluyeron programas no exclusivamente musicales para la difusión del pensamiento y las actividades de la Universidad Javeriana, como “Portal Javeriano”, “Alto Voltaje”, “Javeriana.edu” y “Con alma de País" de la Asociación Nacional de Música Sinfónica, que se emitió a través de la Red de Radio Universitaria de Colombia. 
En el 2006 se crearon las series radiales “La importancia de la educación musical en los niños menores de 12 años” y “Evolución reciente y estado actual del Jazz en Bogotá”. Con el apoyo del Ministerio de Cultura y un proyecto radial para promover el Foro de Educación Superior en Competencias Matemáticas, del Ministerio de Educación Nacional, producido y emitido por la Red de Radio Universitaria de Colombia.
En el año 2007 Javeriana Estéreo llegó a sus 30 años y se trasladó el transmisor a lo alto del cerro del Cable, lo cual aumentó el cubrimiento a toda la sabana de Bogotá. 
En noviembre de 2009, con Javeriana Estéreo 91.9 FM en el grupo gestor, se constituyó la Red de Radio Universitaria Latinoamericana y del Caribe, RRULAC, una red de buena voluntad conformada por redes y radios de instituciones de educación superior, con fines de promover el desarrollo académico y de comunicación de las universidades.
A partir del año 2011 la emisora comenzó a emitir algunos programas desde el recién inaugurado Centro Ático. En mayo de ese año incluyó por primera vez un programa informativo y de debate llamado “Las cosas que pasan”, a través de una alianza con la empresa periodística Sintonizar Medios, y más tarde nació el informativo económico “Primera Página”, en convenio con el portal web homónimo.
En 2012, Javeriana Estéreo 91.9 FM participó en la creación del Día Mundial de la Radio Universitaria, el 2 de octubre cada año, que nació como una evolución del College Radio Day, creado por Rob Quicke, de la William Paterson University, en Estados Unidos, en 2011.
En agosto de 2014 fue nombrado director el comunicador y periodista José V. Arizmendi C. En noviembre de ese año, Javeriana Estéreo 91.9 FM dio al servicio un nuevo transmisor de estado sólido, de 10 kW de potencia, en el cerro del Cable.
En 2015, la emisora se vuelve a incorporar a la Pontificia Universidad Javeriana y queda adscrita a la Secretaría General. El comité asesor aprueba un plan de desarrollo a diez años que incluye:
- traslado a una nueva sede dentro del campus
- cambios de programación
- reestructuración administrativa y de producción
- digitalización de la colección musical
- y visibilización de la emisora en eventos culturales y artísticos de la ciudad

El sábado 5 de mayo de 2018 a las 2:00 pm, Javeriana Estéreo comenzó a transmitir desde una nueva sede dentro del campus universitario, dotada con tecnología de última generación. Las nuevas instalaciones ofrecen mayores posibilidades para el trabajo colaborativo de realizadores y presentadores, a la vez que por su moderno diseño brindan mayor visibilidad dentro de la comunidad universitaria.

## Directores
- 1977 – 1979 Luis Eduardo Nates
- 1979 – 1983 Gabriel Jaime Pérez, S.J.
- 1983 – 1997 Jürgen Horlbeck
- 1997 – 2014 Guillermo Gaviria
- 2014 – presente José V. Arizmendi C.

## Perfil de los oyentes
Javeriana Estéreo Bogotá es la emisora universitaria líder en sintonía en Colombia. Teniendo en cuenta los resultados del Estudio General de Medios (EGM), sus oyentes están entre los 25 y los 55 años, sin predominancia por sexo y con alto nivel educativo (en alto porcentaje con título universitario).
Entre sus gustos están los contenidos de interés científico y cultural, al igual que géneros musicales como el jazz, el rock suave, blues, música clásica, flamenco, música andina colombiana y la salsa, entre otros.
El Estudio Continuo de Audiencia Radial, ECAR OLA 3-2024, reportó una sintonía total de 80.600 oyentes.

## Relatos de país
Oferta de podcasts de Javeriana Estéreo, de la cual forman parte:
- En memoria de los líderes sociales Realizadores: Mónica Osorio y Juan Sebastián Ortiz
- Héroes invisibles Realizador: Juan Sebastián Ortiz
- En palabras de mujer Realizadora: Ángela García
- Para que suceda el buen vivir Realizadora: Ana María Lara
- Planes de vida Realizador: Juan Sebastián Ortiz
- Tiempo de restaurar Realizador: José V Arizmendi C
- 50 vidas Realizador: José V Arizmendi C
- Cruce de caminos Realizador: José V Arizmendi C

## Frecuencias
- Bogotá: 91.9 FM HJKZ
- Cali: 107.5 FM HJC42